# Kryogene Energiespeicherung
Kryogene Energiespeicherung (Cryogenic Energy Storage/CES, auch Liquid Air Energy Storage/LAES) bezeichnet den Einsatz tiefkalter (kryogener) Flüssigkeiten, wie beispielsweise flüssige Luft oder flüssigen Stickstoff, als Energiespeicher. Beide Kryogene werden bereits in Fahrzeugantrieben genutzt. Der Erfinder Peter Dearman entwickelte ursprünglich ein mit flüssiger Luft betriebenes Fahrzeug, nutzte diese Technologie dann aber auch für einen Netzenergiespeicher. Die Technologie wird in einem britischen Kraftwerk im Pilotbetrieb eingesetzt.

## Geschichte
Bereits zwischen 1899 und 1902 wurde ein mit flüssiger Luft betriebenes Fahrzeug mit dem Namen Liquid Air entwickelt. Um 1975 wurden in den USA Versuche mit Kraftfahrzeugen unternommen, die mit flüssigem Stickstoff angetrieben wurden. Das Funktionsprinzip entsprach dem von feuerungslosen Dampfspeicherlokomotiven, nur dass anstatt von Wasserdampf der Flüssigstickstoff verwendet wurde. In jüngerer Zeit wurde ein mit flüssigem Stickstoff betriebenes Fahrzeug gebaut. Peter Dearman, ein privater Erfinder aus dem englischen Hertfordshire, entwickelte zunächst ein mit flüssiger Luft betriebenes Fahrzeug und nutzte dann diese Technologie für einen Netzenergiespeicher. Der Dearman-Motor unterscheidet sich von früheren Stickstoffmotoren dadurch, dass der Stickstoff in Kombination mit der Wärmetauscherflüssigkeit im Inneren des Zylinders erwärmt wird.

## Netzenergiespeicher

### Verfahren
In Schwachlastphasen, wenn elektrischer Strom besonders preisgünstig ist (normalerweise nachts), kann dieser Strom genutzt werden, um Luft von der Umgebungstemperatur mit dem Linde-Verfahren auf −195 °C herunterzukühlen und somit zu verflüssigen. Flüssige Luft beansprucht nur noch ein Tausendstel des ursprünglichen Volumens und lässt sich über lange Zeit in einem großen Vakuumgefäß bei Atmosphärendruck lagern. Bei hohem Strombedarf wird flüssige Luft mit hohem Druck in einen Wärmetauscher gepumpt, der als Heizkessel dient. Luft mit Umgebungstemperatur aus der Atmosphäre oder heißes Wasser aus einer industriellen Wärmequelle dienen dazu, die Flüssigkeit zu erwärmen und wieder in den gasförmigen Aggregatzustand zu bringen. Die damit verbundene starke Zunahme von Volumen und Druck wird genutzt, um eine Turbine zur Stromerzeugung anzutreiben.

### Wirkungsgrad
Für sich genommen erreicht das Verfahren einen Wirkungsgrad von nur 25 %. Dieser Wert lässt sich aber deutlich erhöhen (auf etwa 50 %), wenn das Verfahren mit einem Kältespeicher kombiniert wird, wie beispielsweise einem großen Kiesbett, um die beim Verdampfen des Kryogens erzeugte Kälte aufzunehmen. Die Kälte kann dann beim nächsten Kühlzyklus wiederverwendet werden.
Zur weiteren Erhöhung des Wirkungsgrads lässt sich das Verfahren in Verbindung mit einem Kraftwerk oder einer anderen Abwärmequelle nutzen, also bei Zufuhr von Wärme, die ansonsten an die Umgebung abgegeben würde. Highview Power Storage schätzt, dass ein Round-Trip-Wirkungsgrad (AC zu AC) von 70 % erreichbar wäre, falls man kostenlose Abwärme bei 115 °C zur Verfügung hätte. Diese Zahl wurde von unabhängigen Institutionen aber noch nicht überprüft und nicht bestätigt.
Derzeit fällt überschüssiger gasförmiger Stickstoff als Nebenprodukt bei der Herstellung von Sauerstoff an. Dieser kann bei Bedarf verflüssigt werden. Der Sauerstoff kann bei Kohlekraftwerken mit Sauerstoffverbrennung genutzt werden und ermöglicht CO2-Abscheidung und -Speicherung. Die kryogene Destillation von Luft ist derzeit die einzige kommerziell tragbare Technik für eine Sauerstoffproduktion im großen Maßstab.

### Pilotanlage
Ein von den Forschern der University of Leeds und Highview Power entwickeltes kryogenes Energiespeicher-Pilotsystem mit 300 kW und einer Speicherkapazität von 2,5 MWh ist seit 2010 an einem Biomassekraftwerk im britischen Slough in Betrieb. Es nutzt flüssige Luft, den Energiespeicher und Abwärme, um die thermische Reexpansion der Luft zu verstärken. Aus der flüssigen Luft wurden Kohlenstoffdioxid und Wasser entfernt, da diese bei der Speichertemperatur gefrieren würden. Der Wirkungsgrad beträgt zurzeit weniger als 15 Prozent. Aber Ingenieure rechnen mit einem Wirkungsgrad von ca. 60 % für die nächste Generation von LAES basierend auf Erkenntnissen, die mit Hilfe der bestehenden Anlage gewonnen wurde. Das System beruht auf einer bewährten Technologie, die in vielen Industrieprozessen sicher eingesetzt wird. Zur Herstellung werden keine seltenen Rohstoffe oder teure Komponenten benötigt. „Die Anlage basiert auf üblichen Industriekomponenten…, hält jahrzehntelang und kann mit einfachsten Mitteln gewartet werden“, so Tim Fox, Head of Energy beim Institution of Mechanical Engineers (IMechE).

### Studie „Flüssige Luft in Energie und Transportanwendungen“
Am 9. Mai 2013 veröffentlichte das Centre for Low Carbon Future eine Studie mit dem Originaltitel „Liquid Air in the energy and transport systems: Opportunities for industry and innovation in the UK“, an der u. a. Arup, Ricardo, die Messer Group, National Grid und führende britische Universitäten mitwirkten. In dieser Studie wird flüssige Luft als eine mögliche Lösung des Problems der Energiespeicherung und Chancen für die Industrie im Bereich von Energie- und Transportsystemen behandelt.